# Albert Anastasia
Albert Anastasia, nato Umberto Anastasio (Parghelia, 26 settembre 1902 – New York, 25 ottobre 1957), è stato un mafioso italiano naturalizzato statunitense, legato a Cosa nostra statunitense, che fu soprannominato The Mad Hatter e Lord High Executioner.

## Biografia
Umberto Anastasio nacque a Parghelia, un piccolo comune situato al secolo in provincia di Catanzaro (confluito poi, nel 1992, nella neo-costituita provincia di Vibo Valentia), il 26 settembre del 1902. Nel settembre del 1917, emigrò clandestinamente negli Stati Uniti d'America insieme al fratello Antonio, venendo assunto come scaricatore di porto a Brooklyn. Fu qui che Anastasio iniziò ad occuparsi di attività illecite insieme al fratello, venendo arrestato nel 1920 per l'omicidio di un collega, che fu da lui accoltellato; Anastasio venne condannato a morte, trascorrendo diciotto mesi nel braccio della morte del carcere di Sing Sing, ma la sentenza venne annullata perché i testimoni oculari ritrattarono la loro confessione. Anastasio tornò in libertà e decise di "americanizzare" il suo nome in Albert Anastasia, venendo nuovamente arrestato nel 1922 per omicidio, ma rilasciato perché le accuse decaddero; l'anno successivo venne arrestato per possesso di un'arma illegale, e condannato a due anni di carcere.
Per via della sua sinistra "fama", Anastasia venne assunto come guardaspalle del mafioso siciliano Giuseppe "Joe" Masseria, venendo spregiativamente chiamato «il calabrese» per via delle sue origini. Durante il Proibizionismo Anastasia si unì alla banda del gangster Lucky Luciano, occupandosi del furto di camion carichi di alcolici destinati ad altre bande. Nel 1931 Anastasia faceva parte della squadra di killer che uccise Joe Masseria su ordine di Luciano, che voleva porre fine alla cosiddetta «Guerra castellammarese».
Dopo aver fatto uccidere il suo rivale Salvatore Maranzano, Luciano fece collocare Anastasia nella Famiglia guidata dal boss Vincent Mangano, che lo nominò capodecina. Fu in questo periodo che Anastasia, insieme al gangster Lepke Buchalter, fondò la Murder, Inc., un gruppo di killer italiani ed ebrei che compivano omicidi a pagamento per conto della «Commissione». Nel 1940 però Abe Reles, uno dei killer della Murder, Inc., venne arrestato per omicidio e decise di collaborare con la giustizia per evitare la pena di morte, accusando i suoi sodali, compresi Buchalter e Anastasia, che per questo fu soprannominato "Lord high executioner" dalla stampa statunitense finché Reles venne ucciso facendolo cadere dalla finestra dell'hotel dove era tenuto sotto custodia. Per riabilitare la sua immagine, Anastasia si arruolò nell'esercito degli Stati Uniti durante la seconda guerra mondiale e divenne sergente tecnico, riuscendo a rimanere con le truppe di stanza in Georgia grazie alla corruzione dei suoi superiori.
Nel 1951 Anastasia fece sparire Vincent Mangano e uccidere suo fratello Philip, venendo accettato dalla «Commissione» come nuovo capo della sua Famiglia, specialmente da Frank Costello, boss della Famiglia Luciano. Nel 1955 Anastasia venne condannato ad un anno di carcere per evasione fiscale e scontò la sua pena in un penitenziario del Michigan, continuando a gestire la sua Famiglia anche dalla prigione. Nel 1957 Anastasia scelse il suo capodecina Carlo Gambino come vicecapo dopo aver fatto assassinare il suo predecessore Frank Scalise; Gambino però si legò troppo a Vito Genovese, che mirava a prendere il comando della Famiglia di Frank Costello. Lo scopo dei due era quello di eliminare Anastasia e Costello per rilevarne le rispettive Famiglie: il 2 maggio 1957 Costello venne ferito di striscio da un killer di Genovese e decise di cedergli il comando della Famiglia.
Infine Genovese e Gambino ordinarono anche l'omicidio di Anastasia: la mattina del 25 ottobre 1957, una decina di giorni dopo l'incontro tra boss siciliani avvenuto al Grand Hotel et des Palmes, Anastasia andò dal suo barbiere al Park Sheraton Hotel, accompagnato dal suo guardaspalle, che però uscì subito perché d'accordo con i killer; appena si sedette sulla poltrona, entrarono due killer che lo uccisero a colpi di armi da fuoco. Dopo l'uccisione di Anastasia, il comando della sua Famiglia passò a Carlo Gambino.

## Anastasia nella cultura di massa
- Nel 1973 Alberto Sordi interpretò il ruolo del fratello sacerdote di Anastasia, in un film per la regia di Steno che era intitolato Anastasia mio fratello ovvero il presunto capo dell'Anonima Assassini.